# Emelia Detelle
Emelia Detelle auch Njonja van Gent (geboren 1798/1799 in Jogjakarta, Java; gestorben 1875) war eine niederländische Ärztin.

## Leben
Emelia Detelle wurde 1798/1799 in Jogjakarta, Java geboren. Sie war die Tochter des Plantagenbesitzers Louis Joseph Detelle und Catharina Hendrika Coenraad. Sie wuchs in wohlhabenden Umfeld einer alten indischen Plantagenbesitzerfamilie auf, die sich vor 1800 in den Fürstenländern Zentraljavas niedergelassen hatte. Ihre Eltern führten einen aristokratischen Lebensstil und pflegten enge Verbindungen zum Hof des Sultans von Yogyakarta.
Sie heiratete 1817 in Jogjakarta Willem van Gent (1783–?), einen „Totok“ (d. h. in Niederländisch-Indien geborener Niederländer) aus Amsterdam, der auf Java lebte. Er hatte bereits mit einer einheimischen Frau einen Sohn, dessen Vormund Emelia Detelle wurde. Sie hatte selbst auch einen Sohn. Unter dem Namen Njonja (Frau) van Gent erlangte sie nach ihrer Heirat als Spezialistin auf dem Gebiet javanischer Heilkräuter Berühmtheit. Sie führte eine Arztpraxis und stellte Rezepte auf Malaiisch aus. Ihre Medizin basierte, wie in Indien üblich, auf einheimischem botanischem Wissen. Emelia Detelle starb 1875. Ihre Rezepturen wurden unmittelbar nach ihrem Tod vom Buchhändler H. Buning in Yogyakarta unter dem Titel „Boekoe obat-obat voor orang toewa dan anak-anak“ (Medizinbuch für Eltern und Kinder) veröffentlicht. Das Buch mit 475 Rezepturen wurde zum Nachschlagewerk für ein nicht-medizinisches Publikum.
In einer Anzeige für dieses Rezeptbuch, die am 23. Dezember 1875 im Handels- und Werbeblatt von Semarang, „De Locomotief“, erschien, wurde Njonja van Gent als „die bekannte und geschätzte Frau van Gent, die in ganz Indien konsultiert wurde und die besonders hier in den Fürstenländern aufgrund ihrer wundersamen Heilungen bei jeder schweren Krankheit um Hilfe gebeten wurde“ beschrieben. Die Rezepte von Njonja van Gents waren in Indien noch lange nach ihrem Tod sehr gefragt. Im Jahr 1892 erschien das Boekoe Obat-Obat in der sechsten Auflage.